# Olaus Petri (staty)
Olaus Petri är en bronsskulptur av den svenske konstnären Theodor Lundberg från 1898. Statyn avbildar kyrkohedern och reformatorn Olaus Petri. Han var verksam i Storkyrkan där han också är begraven. Statyn är uppställd vid kyrkans östgavel i Gamla stan i Stockholm. 
Statyn var planerad att avtäckas 1893, på 400-årsdagen av Olaus Petri födelse, men projektet blev försenat och först 1897 blev Lundberg klar med statyn. Den avtäcktes den 6 januari 1898, på Olaus Petris 405-årsdag. 
Inget samtida porträtt av Olaus Petri är känt, men i det allmänna medvetandet förknippas bilden av honom nog oftast med denna staty. Det har spekulerats vem som stod modell för Lundberg. Kanske var det Fredrik Fehr som var kyrkoherde (pastor primarius) i Storkyrkan vid statyns tillkomst. Det har också föreslagits att det ska ha varit ett underbefäl i Kungliga Livgardet. 
Sockeln av marmor formgavs av Fredrik Lilljekvist. På den finns följande inskriptioner: "Olaus Petri, 1493-1552, Guds ord, Predikare, Kyrkoprest, I ST. Nickolai" och "Wij Swenske höre och Gudh till sa wel som annat folk och thet maal wij haffve thet haffver Gudh giffvit oss". Den undre inskriptionen är från Olaus Petris "Then Swenska Messan" som gavs ut år 1531 och är hans motivering varför mässan i kyrkan ska hållas på svenska och inte latin.
Skriften bakom statyn skildrar på latin kyrkans öden fram till 1743.